# Jochen Blöse
Jochen Blöse (* 1967) ist ein deutscher Rechtsanwalt und Sachbuchautor. Er ist zudem Honorarkonsul für Benin.

## Leben
Blöse absolvierte ein Jurastudium, erwarb den akademischen Grad Master of Business Administration und promovierte mit der Dissertation Die Behandlung von Strukturkrisen im Europäischen Wettbewerbsrecht. Zwischen 2006 und 2011 veröffentlichte er als Autor bzw. als Herausgeber verschiedene juristische Sachbücher. Dazu veröffentlichte er laut Publikationsliste über die Zeit eine dreistellige Anzahl an Fachbeiträgen in Fachzeitschriften wie BBP, GmbHR, GStB, NWB Steuer- und Wirtschaftsrecht und ZIP.
Im November 2015 teilten erst die Niedersächsische Staatskanzlei und dann Hannelore Kraft als  Ministerpräsidentin des Landes Nordrhein-Westfalen mit, dass die Bundesregierung dem zum Leiter der honorarkonsularischen Vertretung der Republik Benin in Köln ernannten Jochen Blöse am 17. November 2015 das Exequatur als Honorarkonsul erteilt habe. Der Antrittsbesuch bei Marc Jan Eumann, NRW-Staatssekretär für Europa und Medien, erfolgte im März 2016. Nach Angaben der Wirtschaftswoche gehörte Blöse 2018  zu den jüngsten Mitgliedern des konsularischen Korps.

## Veröffentlichungen (Auswahl)
- Die Behandlung von Strukturkrisen im Europäischen Wettbewerbsrecht, 1996, Dissertation.
- Krisenmanagement mit Outsourcing : sanieren und restrukturieren durch Auslagerungen, Erich Schmidt Verlag, Berlin 2006, ISBN 978-3-503-09753-1.
- mit Marcus Schmitz, Johannes Thönneßen: Recht und Management in vernetzten Unternehmen : Chancen – Risiken – Lösungen, Erich Schmidt Verlag, Berlin 2006, ISBN 978-3-503-09320-5.
- mit Axel Ihm (als Hrsg.): Unternehmenskrisen : Ursachen – Sanierungskonzepte – Krisenvorsorge – Steuern, Erich Schmidt Verlag, Berlin 2006, ISBN 978-3-503-09063-1.
- mit Heike Wieland-Blöse: Praxisleitfaden Insolvenzreife : Insolvenzantragsgründe prüfen, feststellen, beseitigen, Erich Schmidt Verlag, Berlin 2011, ISBN 978-3-503-13066-5.